# La Neuville-en-Beine
La Neuville-en-Beine är en kommun i departementet Aisne i regionen Hauts-de-France i norra Frankrike. Kommunen ligger  i kantonen Chauny som ligger i arrondissementet Laon. År 2022 hade La Neuville-en-Beine 191 invånare.

## Befolkningsutveckling
Antalet invånare i kommunen La Neuville-en-Beine
Referens: INSEE